# أناتولي مارتشينكو
أناتولي تيخونوفيتش مارشينكو (23 يناير 1938 - 8 ديسمبر 1986) كان منشقًّا سوفيتيًّا ومؤلفًا ومناضلًا في مجال حقوق الإنسان حصل على جائزة ساخاروف لحرية الفكر بجانب نيلسون مانديلا وقد منحت له بعد وفاته في عام 1988.